# Pirão

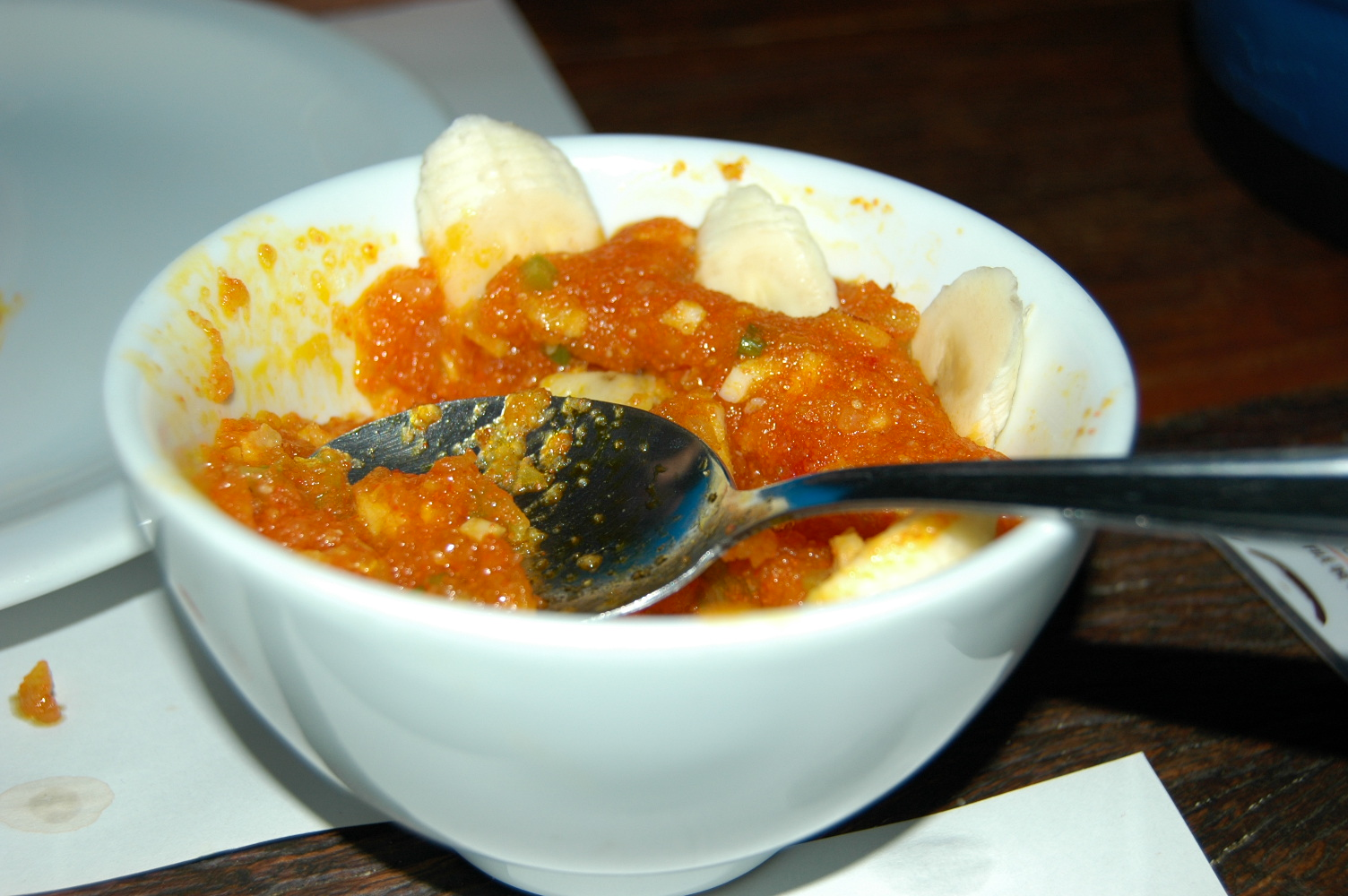
Pirão com banana

Pirão é um prato tradicional das culinárias de Angola e do Brasil feito à base de farinha de mandioca.

## Etimologia
O termo "pirão" procede do termo tupi mindipi'rõ, que significa "ensopado". Em Angola o pirão possui o nome de funge.

## Descrição
O pirão é uma papa de farinha de mandioca feita quando se mistura esta com água ou caldo quente. No Brasil, o pirão pode ser preparado com diferentes tipos de caldos. O pirão mais comum é feito com a mistura da farinha de mandioca com a água em que foram cozidos peixes, formando uma papa viscosa que é comida como acompanhamento do prato principal.
Outros tipos de pirão:
- pirão de caldo de feijão
- pirão de frango
- pirão de carne
- pirão de mandioquinha
- pirão de legumes

## Ligação externa
- Culinária indígena[ligação inativa]